# 943
Évszázadok: 9. század – 10. század – 11. század
Évtizedek: 890-es évek – 900-as évek – 910-es évek – 920-as évek – 930-as évek – 940-es évek – 950-es évek – 960-as évek – 970-es évek – 980-as évek – 990-es évek
Évek: 938 – 939 – 940 – 941 –  942 – 943 – 944 – 945 – 946 – 947 – 948

## Események

### Európa
- Magyar fosztogató hadjárat indul Bajorországba, de Berthold herceg Welsnél visszaveri őket.
- Magyar hadjárat indul a Bizánci Birodalomba, amely Trákiáig jut. Rómanosz császár adó fejében öt éves fegyverszünetet köt velük.
- Egy kijevi fosztogató csapat eljut a Kaszpi-tengerig, ahol felhajóznak a Kura folyón, elfoglalják Barda városát és innen indítanak zsákmányoló portyákat. Miután vérhasjárvány tör ki köztük és számuk megcsappan, a muszlimok ostrom alá veszik a várost és visszaverik a kitörő kijevieket. A kijeviek egy éjszaka zsákmányukkal együtt kiosonnak a városból és elérve hajóikat hazatérnek.
- Meghal I. Landulf beneventói herceg. Utóda fia, II. Landulf.
- Az öreg II. Konstantin skót király lemond unokatestvére, Malcolm javára és kolostorba vonul.

### Abbászida Kalifátus
- A kalifátus továbbra is káoszba süllyed: a főleg törökökből álló bagdadi hadsereg fellázad és Nászir al-Daula kormányzó ("emírek emírje") visszamenekül Moszulba. Al-Muttakí bábkalifa a törökök vezetőjét, Tuzunt nevezi ki a helyére. A kalifa azonban veszélyben érzi magát a törökök között és maga is Moszulba szökik.
- A bizánci Ióannész Kurkuasz folytatja felső-mezopotámiai hadjáratát és ostrom alá veszi Edesszát.

## Korea
- Meghal Thedzso, Korjo királyságának megalapítója. Utóda fia, Hjedzsong.

## Születések
- Matilda, III. Konrád burgundiai király felesége

## Halálozások
- február 23. – II. Herbert, vermandois-i gróf
- április 6. – II. Naszr, számánida emír
- április 10. – I. Landulf, beneventói herceg
- július 4. – Thedzsong, korjói király

## Fordítás
- Ez a szócikk részben vagy egészben  a(z)   943 című angol Wikipédia-szócikk ezen változatának fordításán alapul.  Az eredeti cikk szerkesztőit annak laptörténete sorolja fel. Ez a jelzés csupán a megfogalmazás eredetét és a szerzői jogokat jelzi, nem szolgál a cikkben szereplő információk forrásmegjelöléseként.